# Main Event (jeu vidéo)
Pour les articles homonymes, voir Main Event.
Main Event est un jeu d'arcade sorti en 1984, développé et édité par SNK. C'est un jeu de boxe, sorti sur le système d'arcade Main Event,,.